# (3192) A'Hearn
 A'Hearn és l'asteroide número 3192. Va ser descobert per l'astrònom E. Bowell des de l'observatori de Flagstaff (Arizona, Estats Units), el 30 de gener de 1982. La seva designació provisional era 1982 BY1.
És un asteroide de tipus C que orbita al voltant del Sol, dins la llacuna de Kirkwood, a una distància de 2,0–2,8 ua una vegada cada 3 anys i 8 mesos (1.339 dies). La seva òrbita té una excentricitat de 0,17 i una inclinació de 3° respecte al pla de l'eclíptica. Un primer predescobriment es va obtenir a El Leoncito el 1975, ampliant l'arc d'observació de l'asteroide 7 anys abans del seu descobriment.